# Iljas Visker
Iljas Visker (Venlo, 1 januari 1992) is een Nederlands voetballer.
Visker kwalificeerde zich in juli 2011 met het CP-team tijdens het WK CP-voetbal in Hoogeveen voor de Paralympische Zomerspelen 2012 in Londen.
In het dagelijks leven studeert Visker aan de Johan Cruyff University.
Visker speelt bij amateurclub VVV'03.